# Vladimir Komarov (botanist)
Vladimir Leontjevitj Komarov (ryska: Владимир Леонтьевич Комаров), född den 1 oktober 1869 i Sankt Petersburg, död den 5 december 1945 i Moskva, var en rysk-sovjetisk fykolog, geograf och pteridolog.
Vladimir Komarov blev docent vid universitetet i Sankt Petersburg 1902, professor och chef för avdelningen för högre växters systematik och geografi vid vetenskapsakademiens institut i Leningrad, i samband med vetenskapsakademiens flyttning till Moskva 1936 blev han president där och 1937 ledamot av Sovjetunionens högsta råd. Komarov gjorde omfattande resor i nordöstra Asien, utgav reviderade översikter av asiatiska växtsläkten samt floraverk, såsom Flora Manshuriae (3 band, 1901–1907) och Flora poluostrova Kamtjatki(3 band, 1927–1930). Han behandlade Carl von Linnés livsverk i Zjizn i trudy Karla Linneja 1707–1778 (1923) och växternas arter i Utjenije o vide u rastenij (1944). Komarov var redaktör för Flora SSSR (12 band, 1934–1946) och tidskrifter Sovetskaja botanika (1938–1945).
Auktorsnamnet Kom. kan användas för Vladimir Komarov (botanist) i samband med ett vetenskapligt namn inom botaniken; se Wikipediaartiklar som länkar till auktorsnamnet.